# Хит, Эдриан
Э́дриан Пол Хит (англ. Adrian Paul Heath; род. 11 января 1961, Ньюкасл-андер-Лайм, Великобритания) — английский футболист, выступавший на позиции полузащитника, и футбольный тренер.

## Игровая карьера

### Клубная карьера
Эдриан Хит — воспитанник академии «Сток Сити», начал привлекаться к играм за основную команду с сезона 1979/80. Получивший прозвище «Инчи» за свой невысокий рост, он забил два важных гола в концовке сезона, помогшие «гончарам» удержаться в элитном дивизионе. В сезоне 1980/81 он забил 7 мячей в 41-м матче, в сезоне 1981/82 — 5 мячей в 20 матчах.
В январе 1982 года Хит перешёл в «Эвертон» за рекордные для того времени £700 тыс. В сезоне 1983/84 он стал лучшим бомбардиром «ирисок», забив 18 голов во всех турнирах. В составе «Эвертона» он дважды становился чемпионом Англии, выигрывал кубок Англии и Кубок обладателей кубков.
Сезон Хит 1988/89 провёл в Испании, выступая за «Эспаньол».
После года за границей Хит вернулся в Англию, проведя первую половину сезона 1989/90 в «Астон Вилле».
В начале 1990 года Хит был куплен «Манчестер Сити», где главным тренером тогда был Говард Кендалл, тренировавший его ещё в резервной команде «Сток Сити». В составе «горожан» он провёл три неполных сезона.
В марте 1992 года Хит вернулся в свой первый клуб «Сток Сити», обитавший в то время в третьем дивизионе, проведя в нём концовку сезона 1991/92. Во время непродолжительного возвращения в «Сток» он сыграл в шести матчах лиги, в матче плей-офф за выход во второй дивизион против «Стокпорт Каунти», а также играл в финале трофея Футбольной лиги 1992, в котором «Сток» одолел «Стокпорт» со счётом 1:0.
В 1992—1995 годах Хит выступал за «Бернли». В 1994 году он помог «бордовым» выйти в первый дивизион через плей-офф.
В середине сезона 1995/96 Хит недолгое время находился в «Шеффилд Юнайтед».
После краткого периода в Шеффилде Хит вернулся в «Бернли» в качестве играющего тренера и по окончании сезона 1996/97 завершил игровую карьеру.

### Международная карьера
В 1982 году в составе молодёжной сборной Англии Хит стал чемпионом Европы в возрастной категории до 21 года. Всего за молодёжную сборную Англии он провёл 8 матчей, в которых забил 3 гола.
Хит имеет в своём активе одну игру в составе второй сборной Англии — товарищеский матч со сборной Мальты, состоявшийся 14 октября 1987 года.

## Тренерская карьера
Ещё будучи игроком Хит в сезоне 1995/96 был ассистентом главного тренера «Шеффилд Юнайтед» Говарда Кендалла.
Хит начал самостоятельную тренерскую карьеру в качестве играющего тренера «Бернли» в марте 1996 года. Он покинул клуб после сезона 1996/97, заняв с ним девятое месте во втором дивизионе.
В сезоне 1997/98 Хит вновь работал помощником у Говарда Кендалла, на это раз в «Эвертоне».
В 1998 году Хит стал тренером резервной команды «Сандерленда».
В 1999 году Хит был назначен главным тренером «Шеффилд Юнайтед», но был уволен всего лишь после пяти месяцев работы.
После Хит вернулся в «Сандерленд», где, войдя в тренерский штаб своего бывшего одноклубника по «Эвертону» Питера Рида, помогал тренировать основную и резервную команды. В июне 2002 года он занял место помощника главного тренера. Он проработал на этом посту до октября того же года, уйдя из клуба вместе с Ридом.
После назначения Рида в «Лидс Юнайтед» в марте 2003 года Хит занял в его тренерском штабе должность главного скаута. В ноябре того же года Рид был уволен из «Лидса».
В мае 2004 года Питер Рид был назначен главным тренером «Ковентри Сити», и Хит проследовал за ним, став его помощником. После того как в январе 2005 года Рид покинул клуб, Хит временно исполнял обязанности главного тренера. Он оставался ассистентом и при следующем тренере «Ковентри» Мики Адамсе. После увольнения Адамса в январе—феврале 2007 года Хит вновь исполнял обязанности главного, прежде чем уйти из клуба перед назначением Иэна Дауи.
В феврале 2008 года Хит был назначен главным тренером вновь созданного клуба «Остин Ацтекс» из второго по уровню дивизиона США USL-1.
По окончании сезона 2010 клуб переехал в Орландо (Флорида), став «Орландо Сити», и с 2011 года начал выступать лиге третьего уровня USL Pro. За четыре года под его руководством клуб дважды становился чемпионом лиги и трижды побеждал в регулярном чемпионате. Дважды подряд, в 2011 и 2012 годах, Хит назывался тренером года в USL Pro.
21 ноября 2014 года контракт Хита был продлён до конца сезона 2017, и таким образом он остался у руля «Орландо Сити» и после его преобразования во франшизу MLS. Хит был уволен из «Орландо Сити» 6 июля 2016 года после разгромного поражения от «Далласа» со счётом 0:4. Клуб на тот момент, одержав 4 победы и потерпев 8 поражений в 16 матчах с начала сезона, занимал седьмое место в восточной конференции и находился ниже зоны плей-офф.
29 ноября 2016 года Хит был назначен главным тренером клуба-новичка MLS «Миннесота Юнайтед», начавшего выступления в лиге с сезона 2017. Клуб стартовал в MLS крайне слабо, проиграв три из первых четырёх матчей и один сведя вничью и при этом пропустив в свои ворота 18 мячей. Первую победу клуб добыл 1 апреля, обыграв со счётом 4:2 «Реал Солт-Лейк». «Гагары» вышли в финал Открытого кубка США 2019, где проиграли «Атланте Юнайтед». 17 января 2020 года Хит подписал с «Миннесотой Юнайтед» новый контракт до конца сезона 2022. 23 июня 2022 года Хит продлил контракт с «Миннесотой Юнайтед» до конца сезона 2024. Под его руководством клуб выходил в плей-офф Кубка MLS четыре сезона подряд — с 2019 по 2022. 6 октября 2023 года Хит был уволен из «Миннесоты Юнайтед» после разгромного поражения от «Лос-Анджелеса» со счётом 1:5, продлившего безвыигрышную серию клуба до семи матчей.

## Личная жизнь
Сын Эдриана Хита — Харрисон — также стал профессиональным футболистом.

## Статистика

### Как игрока
Источник: The English National Football Archive (требуется подписка)
| Выступление      | Выступление      | Выступление      | Лига | Лига | Кубок | Кубок | Кубок лиги | Кубок лиги | Прочие | Прочие | Итого | Итого |
| Клуб             | Лига             | Сезон            | Игры | Голы | Игры  | Голы  | Игры       | Голы       | Игры   | Голы   | Игры  | Голы  |
| ---------------- | ---------------- | ---------------- | ---- | ---- | ----- | ----- | ---------- | ---------- | ------ | ------ | ----- | ----- |
| Сток Сити        | Второй дивизион  | 1978/79          | 2    | 0    | 0     | 0     | 2          | 0          | 0      | 0      | 4     | 0     |
| Сток Сити        | Первый дивизион  | 1979/80          | 38   | 5    | 1     | 0     | 4          | 0          | 0      | 0      | 43    | 5     |
| Сток Сити        | Первый дивизион  | 1980/81          | 38   | 6    | 2     | 1     | 1          | 0          | 0      | 0      | 41    | 7     |
| Сток Сити        | Первый дивизион  | 1981/82          | 17   | 5    | 1     | 0     | 2          | 0          | 0      | 0      | 20    | 5     |
| Сток Сити        | Итого            | Итого            | 95   | 16   | 4     | 1     | 9          | 0          | 0      | 0      | 108   | 17    |
| Эвертон          | Первый дивизион  | 1981/82          | 22   | 6    | 0     | 0     | 0          | 0          | 0      | 0      | 22    | 6     |
| Эвертон          | Первый дивизион  | 1982/83          | 38   | 10   | 5     | 1     | 4          | 0          | 0      | 0      | 47    | 11    |
| Эвертон          | Первый дивизион  | 1983/84          | 36   | 12   | 7     | 2     | 11         | 4          | 0      | 0      | 54    | 18    |
| Эвертон          | Первый дивизион  | 1984/85          | 17   | 11   | 0     | 0     | 4          | 1          | 5      | 1      | 26    | 13    |
| Эвертон          | Первый дивизион  | 1984/85          | 26   | 10   | 6     | 2     | 3          | 1          | 5      | 2      | 40    | 15    |
| Эвертон          | Первый дивизион  | 1986/87          | 41   | 11   | 3     | 0     | 4          | 3          | 4      | 2      | 52    | 16    |
| Эвертон          | Первый дивизион  | 1987/88          | 29   | 9    | 8     | 1     | 7          | 2          | 2      | 0      | 46    | 12    |
| Эвертон          | Первый дивизион  | 1988/89          | 7    | 2    | 0     | 0     | 2          | 0          | 1      | 0      | 10    | 2     |
| Эвертон          | Итого            | Итого            | 226  | 71   | 29    | 6     | 35         | 11         | 17     | 5      | 307   | 93    |
| Эспаньол         | Ла Лига          | 1988/89          | 24   | 1    | 0     | 0     | 0          | 0          | 0      | 0      | 24    | 1     |
| Эспаньол         | Итого            | Итого            | 24   | 1    | 0     | 0     | 0          | 0          | 0      | 0      | 24    | 1     |
| Астон Вилла      | Первый дивизион  | 1989/90          | 9    | 0    | 1     | 0     | 2          | 0          | 0      | 0      | 12    | 0     |
| Астон Вилла      | Итого            | Итого            | 9    | 0    | 1     | 0     | 2          | 0          | 0      | 0      | 12    | 0     |
| Манчестер Сити   | Первый дивизион  | 1989/90          | 12   | 2    | 0     | 0     | 0          | 0          | 0      | 0      | 12    | 2     |
| Манчестер Сити   | Первый дивизион  | 1990/91          | 35   | 1    | 2     | 0     | 3          | 0          | 2      | 0      | 42    | 1     |
| Манчестер Сити   | Первый дивизион  | 1991/92          | 28   | 1    | 1     | 0     | 5          | 2          | 1      | 0      | 35    | 3     |
| Манчестер Сити   | Итого            | Итого            | 75   | 4    | 3     | 0     | 8          | 2          | 3      | 0      | 89    | 6     |
| Сток Сити        | Третий дивизион  | 1991/92          | 6    | 0    | 0     | 0     | 0          | 0          | 5      | 0      | 10    | 0     |
| Сток Сити        | Итого            | Итого            | 6    | 0    | 0     | 0     | 0          | 0          | 4      | 0      | 10    | 0     |
| Бернли           | Второй дивизион  | 1992/93          | 43   | 19   | 5     | 3     | 1          | 0          | 1      | 0      | 50    | 22    |
| Бернли           | Второй дивизион  | 1993/94          | 41   | 9    | 4     | 1     | 3          | 0          | 5      | 0      | 53    | 10    |
| Бернли           | Первый дивизион  | 1994/95          | 27   | 0    | 3     | 2     | 4          | 0          | 0      | 0      | 34    | 2     |
| Бернли           | Второй дивизион  | 1995/96          | 4    | 0    | 0     | 0     | 1          | 0          | 1      | 0      | 6     | 0     |
| Бернли           | Итого            | Итого            | 115  | 28   | 12    | 6     | 9          | 0          | 7      | 0      | 143   | 34    |
| Шеффилд Юнайтед  | Первый дивизион  | 1995/96          | 4    | 0    | 1     | 0     | 0          | 0          | 0      | 0      | 5     | 0     |
| Шеффилд Юнайтед  | Итого            | Итого            | 4    | 0    | 1     | 0     | 0          | 0          | 0      | 0      | 5     | 0     |
| Бернли           | Второй дивизион  | 1995/96          | 3    | 0    | 0     | 0     | 0          | 0          | 0      | 0      | 3     | 0     |
| Бернли           | Второй дивизион  | 1996/97          | 2    | 0    | 0     | 0     | 0          | 0          | 0      | 0      | 0     | 0     |
| Бернли           | Итого            | Итого            | 5    | 0    | 0     | 0     | 0          | 0          | 0      | 0      | 5     | 0     |
| Всего за карьеру | Всего за карьеру | Всего за карьеру | 559  | 120  | 50    | 13    | 63         | 13         | 31     | 5      | 703   | 151   |

1. ↑  В графу «Прочие» входят игры и голы в Благотворительном кубке, Трофее Футбольной лиги, плей-офф Футбольной лиги, Кубке полноправных членов, Трофее столетия Футбольной лиги, Суперкубке ScreenSport и Кубке обладателей кубков УЕФА.

### Как тренера
| Команда                | Начало работы   | Окончание работы | Результаты | Результаты | Результаты | Результаты | Результаты |
| Команда                | Начало работы   | Окончание работы | И          | В          | Н          | П          | В %        |
| ---------------------- | --------------- | ---------------- | ---------- | ---------- | ---------- | ---------- | ---------- |
| Бернли                 | 7 марта 1996    | 27 июня 1997     | 71         | 26         | 18         | 27         | 036,62     |
| Шеффилд Юнайтед        | 15 июня 1999    | 23 ноября 1999   | 23         | 7          | 5          | 11         | 030,43     |
| Ковентри Сити          | 6 января 2005   | 22 января 2005   | 3          | 1          | 0          | 2          | 033,33     |
| Ковентри Сити          | 18 января 2007  | 18 февраля 2007  | 5          | 1          | 1          | 3          | 020,00     |
| Остин Ацтекс           | 1 июля 2008     | 24 октября 2010  | 68         | 24         | 15         | 29         | 035,29     |
| Орландо Сити (USL Pro) | 25 октября 2010 | 31 декабря 2014  | 122        | 82         | 23         | 17         | 067,21     |
| Орландо Сити (MLS)     | 1 января 2015   | 6 июля 2016      | 78         | 26         | 21         | 31         | 033,33     |
| Миннесота Юнайтед      | 29 ноября 2016  | 6 октября 2023   | 251        | 97         | 51         | 103        | 038,65     |
| Всего                  | Всего           | Всего            | 621        | 264        | 134        | 223        | 042,51     |

## Достижения

### Как игрока
Командные
«Эвертон»
- Чемпион первого дивизиона Англии (2): 1984/85, 1986/87
- Обладатель Кубка Англии (1): 1983/84
- Обладатель Благотворительного кубка (4): 1984, 1985, 1986, 1987
- Обладатель Кубка кубков УЕФА (1): 1984/85

«Сток Сити»
- Обладатель Трофея Футбольной лиги (1): 1992

Сборная Англии (до 21 года)
- Чемпион Европы среди молодёжных команд (1): 1982

### Как тренера
Командные
«Орландо Сити» (USL Pro)
- Чемпион USL Pro (2): 2011, 2013
- Победитель регулярного чемпионата USL Pro (3): 2011, 2012, 2014

Индивидуальные
- Тренер года в USL Pro (2): 2011, 2012